# トリプルクラウン (ラグビーユニオン)
トリプルクラウン（Triple Crown）は、ラグビーユニオンの男子シックス・ネイションズおよび女子シックス・ネイションズにおいて、出場する4チーム（イングランド、アイルランド、スコットランド、ウェールズ）が、同大会で毎年競うタイトルである。3戦全勝チームが、この賞を獲得する。

## 概要
イングランド、アイルランド、スコットランド、ウェールズは、「ホームネイションズ（Home Nations）」と呼ばれる。
トリプルクラウンは、ホームネイションズ内で競われる賞である。このため、シックス・ネイションズ・チャンピオンシップにはフランスとイタリアも参加しているが、トリプルクラウンの結果には影響しない。
トリプルクラウンの優勝チームは、必ずしもチャンピオンシップ全体の優勝者になるわけではない。

## 沿革
1883年に開催されたホーム・ネーションズ・チャンピオンシップの第1回大会で、イングランドが3戦全勝。当時はまだ「トリプルクラウン」の名称が使われていなかったが、これが最初の賞獲得となる。
当初、トリプルクラウンは非公式の栄誉であり、トロフィーは授与されなかった。そのため、「見えないカップ（invisible cup）」と呼ばれることもあった。
1975年、カンブリアのヘイグ炭鉱で切り出された石炭の塊から、王冠型のトロフィーが作られた。台座の四面には、イングランドのバラ、アイルランドのシャムロック、スコットランドのアザミ、プリンス・オブ・ウェールズの羽根が描かれている。このトロフィーが実際に使われることはなかったが、2000年以降、トゥイッケナム・スタジアムに併設のラグビー博物館に保管されている。
1996年には女子シックス・ネイションズが始まり、男子大会と同様にトリプルクラウンも設けられた。
2006年の男子シックス・ネイションズからは、Hamilton & Inches製のトロフィーが使われている。幅42センチ、奥行き5センチ、重さ3キロの銀製の盾型デザインとなっている。

## 男子受賞記録

### 連続最多記録
ウェールズとイングランドが、4連続勝利で最多となっている。ウェールズは1976年から1979年まで、イングランドは1995年に始まり1998年まで。下表 を参照。

### トリプルクラウン無しの最長記録
アイルランドは、1899年から1948年まで49年間、トリプルクラウンを達成できなかった。
スコットランドは、1990年にファイブ・ネイションズでグランドスラム（フランスを含め4戦全勝）も達成。その翌年1991年から現在まで無冠記録が続く。

### 受賞一覧
出典：。赤色 は、連勝最多記録。
| 大会                                       | 受賞                                   | 通算 受賞 回数                         | 備考                                   |
| ホームネイションズ・チャンピオンシップ     | ホームネイションズ・チャンピオンシップ | ホームネイションズ・チャンピオンシップ | ホームネイションズ・チャンピオンシップ |
| ------------------------------------------ | -------------------------------------- | -------------------------------------- | -------------------------------------- |
| 1883                                       | イングランド                           | 1                                      |                                        |
| 1884                                       | イングランド                           | 2                                      |                                        |
| 1891                                       | スコットランド                         | 1                                      |                                        |
| 1892                                       | イングランド                           | 3                                      |                                        |
| 1893                                       | ウェールズ                             | 1                                      |                                        |
| 1894                                       | アイルランド                           | 1                                      |                                        |
| 1895                                       | スコットランド                         | 2                                      |                                        |
| 1899                                       | アイルランド                           | 2                                      |                                        |
| 1900                                       | ウェールズ                             | 2                                      |                                        |
| 1901                                       | スコットランド                         | 3                                      |                                        |
| 1902                                       | ウェールズ                             | 3                                      |                                        |
| 1903                                       | スコットランド                         | 4                                      |                                        |
| 1905                                       | ウェールズ                             | 4                                      |                                        |
| 1907                                       | スコットランド                         | 5                                      |                                        |
| 1908                                       | ウェールズ                             | 5                                      |                                        |
| 1909                                       | ウェールズ                             | 6                                      |                                        |
| ファイブ・ネイションズ・チャンピオンシップ |                                        |                                        |                                        |
| 1911                                       | ウェールズ                             | 7                                      | グランドスラムも達成                   |
| 1913                                       | イングランド                           | 4                                      | グランドスラムも達成                   |
| 1914                                       | イングランド                           | 5                                      | グランドスラムも達成                   |
| 1915–19 第一次世界大戦のため実施せず       |                                        |                                        |                                        |
| 1921                                       | イングランド                           | 6                                      | グランドスラムも達成                   |
| 1923                                       | イングランド                           | 7                                      | グランドスラムも達成                   |
| 1924                                       | イングランド                           | 8                                      | グランドスラムも達成                   |
| 1925                                       | スコットランド                         | 6                                      | グランドスラムも達成                   |
| 1928                                       | イングランド                           | 9                                      | グランドスラムも達成                   |
| ホームネイションズ・チャンピオンシップ     |                                        |                                        |                                        |
| 1933                                       | スコットランド                         | 7                                      |                                        |
| 1934                                       | イングランド                           | 10                                     |                                        |
| 1937                                       | イングランド                           | 11                                     |                                        |
| 1938                                       | スコットランド                         | 8                                      |                                        |
| 1940–46 第二次世界大戦のため実施せず       |                                        |                                        |                                        |

| 大会                                       | 受賞                                       | 通算 受賞 回数                             | 備考                                       |
| ファイブ・ネイションズ・チャンピオンシップ | ファイブ・ネイションズ・チャンピオンシップ | ファイブ・ネイションズ・チャンピオンシップ | ファイブ・ネイションズ・チャンピオンシップ |
| ------------------------------------------ | ------------------------------------------ | ------------------------------------------ | ------------------------------------------ |
| 1948                                       | アイルランド                               | 3                                          | グランドスラムも達成                       |
| 1949                                       | アイルランド                               | 4                                          |                                            |
| 1950                                       | ウェールズ                                 | 8                                          | グランドスラムも達成                       |
| 1952                                       | ウェールズ                                 | 9                                          | グランドスラムも達成                       |
| 1954                                       | イングランド                               | 12                                         |                                            |
| 1957                                       | イングランド                               | 13                                         | グランドスラムも達成                       |
| 1960                                       | イングランド                               | 14                                         |                                            |
| 1965                                       | ウェールズ                                 | 10                                         |                                            |
| 1969                                       | ウェールズ                                 | 11                                         |                                            |
| 1971                                       | ウェールズ                                 | 12                                         | グランドスラムも達成                       |
| 1976                                       | ウェールズ                                 | 13                                         | グランドスラムも達成                       |
| 1977                                       | ウェールズ                                 | 14                                         |                                            |
| 1978                                       | ウェールズ                                 | 15                                         | グランドスラムも達成                       |
| 1979                                       | ウェールズ                                 | 16                                         |                                            |
| 1980                                       | イングランド                               | 15                                         | グランドスラムも達成                       |
| 1982                                       | アイルランド                               | 5                                          |                                            |
| 1984                                       | スコットランド                             | 9                                          | グランドスラムも達成                       |
| 1985                                       | アイルランド                               | 6                                          |                                            |
| 1988                                       | ウェールズ                                 | 17                                         |                                            |
| 1990                                       | スコットランド                             | 10                                         | グランドスラムも達成                       |
| 1991                                       | イングランド                               | 16                                         | グランドスラムも達成                       |
| 1992                                       | イングランド                               | 17                                         | グランドスラムも達成                       |
| 1995                                       | イングランド                               | 18                                         | グランドスラムも達成                       |
| 1996                                       | イングランド                               | 19                                         |                                            |
| 1997                                       | イングランド                               | 20                                         |                                            |
| 1998                                       | イングランド                               | 21                                         |                                            |

| 大会                                       | 受賞                                       | 通算 受賞 回数                             | 備考                                       |
| シックス・ネイションズ・チャンピオンシップ | シックス・ネイションズ・チャンピオンシップ | シックス・ネイションズ・チャンピオンシップ | シックス・ネイションズ・チャンピオンシップ |
| ------------------------------------------ | ------------------------------------------ | ------------------------------------------ | ------------------------------------------ |
| 2002                                       | イングランド                               | 22                                         |                                            |
| 2003                                       | イングランド                               | 23                                         | グランドスラムも達成                       |
| 2004                                       | アイルランド                               | 7                                          |                                            |
| 2005                                       | ウェールズ                                 | 18                                         | グランドスラムも達成                       |
| 2006                                       | アイルランド                               | 8                                          |                                            |
| 2007                                       | アイルランド                               | 9                                          |                                            |
| 2008                                       | ウェールズ                                 | 19                                         | グランドスラムも達成                       |
| 2009                                       | アイルランド                               | 10                                         | グランドスラムも達成                       |
| 2012                                       | ウェールズ                                 | 20                                         | グランドスラムも達成                       |
| 2014                                       | イングランド                               | 24                                         |                                            |
| 2016                                       | イングランド                               | 25                                         | グランドスラムも達成                       |
| 2018                                       | アイルランド                               | 11                                         | グランドスラムも達成                       |
| 2019                                       | ウェールズ                                 | 21                                         | グランドスラムも達成                       |
| 2020                                       | イングランド                               | 26                                         |                                            |
| 2021                                       | ウェールズ                                 | 22                                         |                                            |
| 2022                                       | アイルランド                               | 12                                         |                                            |
| 2023                                       | アイルランド                               | 13                                         | グランドスラムも達成                       |
| 2025                                       | アイルランド                               | 14                                         |                                            |

## 女子受賞記録
2021年は、各チーム2試合のみ実施となる小規模開催のため、グランドスラムとトリプルクラウンは設定されなかった。
| 大会                                           | 受賞                                       | 通算 受賞 回数                             | 備考                                       |
| 女子ホームネイションズ・チャンピオンシップ     | 女子ホームネイションズ・チャンピオンシップ | 女子ホームネイションズ・チャンピオンシップ | 女子ホームネイションズ・チャンピオンシップ |
| ---------------------------------------------- | ------------------------------------------ | ------------------------------------------ | ------------------------------------------ |
| 1996                                           | イングランド                               | 1                                          | グランドスラムも達成                       |
| 1997                                           | イングランド                               | 2                                          | グランドスラムも達成                       |
| 1998                                           | スコットランド                             | 1                                          | グランドスラムも達成                       |
| 女子ファイブネイションズ・チャンピオンシップ   |                                            |                                            |                                            |
| 1999                                           | イングランド                               | 3                                          | グランドスラムも達成                       |
| 2000                                           | イングランド                               | 4                                          | グランドスラムも達成                       |
| 2001                                           | イングランド                               | 5                                          | グランドスラムも達成                       |
| 女子シックス・ネイションズ・チャンピオンシップ |                                            |                                            |                                            |
| 2002                                           | イングランド                               | 6                                          |                                            |
| 2003                                           | イングランド                               | 7                                          | グランドスラムも達成                       |
| 2004                                           | イングランド                               | 8                                          |                                            |
| 2005                                           | イングランド                               | 9                                          |                                            |
| 2006                                           | イングランド                               | 10                                         | グランドスラムも達成                       |
| 2007                                           | イングランド                               | 11                                         | グランドスラムも達成                       |

| 大会 | 受賞                       | 通算 受賞 回数             | 備考                       |
| ---- | -------------------------- | -------------------------- | -------------------------- |
| 2008 | イングランド               | 12                         | グランドスラムも達成       |
| 2009 | ウェールズ                 | 1                          |                            |
| 2010 | イングランド               | 13                         | グランドスラムも達成       |
| 2011 | イングランド               | 14                         | グランドスラムも達成       |
| 2012 | イングランド               | 15                         | グランドスラムも達成       |
| 2013 | アイルランド               | 1                          | グランドスラムも達成       |
| 2014 | イングランド               | 16                         |                            |
| 2015 | アイルランド               | 2                          | グランドスラムも達成       |
| 2016 | イングランド               | 17                         |                            |
| 2017 | イングランド               | 18                         | グランドスラムも達成       |
| 2018 | イングランド               | 19                         |                            |
| 2019 | イングランド               | 20                         | グランドスラムも達成       |
| 2020 | イングランド               | 21                         | グランドスラムも達成       |
| 2021 | 小規模開催のため、争われず | 小規模開催のため、争われず | 小規模開催のため、争われず |
| 2022 | イングランド               | 22                         | グランドスラムも達成       |

| 大会 | 受賞         | 通算 受賞 回数 | 備考                 |
| ---- | ------------ | -------------- | -------------------- |
| 2023 | イングランド | 23             | グランドスラムも達成 |
| 2024 | イングランド | 24             | グランドスラムも達成 |
| 2025 | イングランド | 25             |                      |